# Кичатово
Кичатово — село Ковылкинского района Республики Мордовия в составе Изосимовского сельского поселения. 

## География
Находится на расстоянии примерно 11 километров по прямой на север от районного центра города Ковылкино.

## История
Известно с XVII века. В 1869 году оно было учтено как казенное село Краснослободского уезда из 88 дворов, названо по имени бывших первопоселенцев.

## Население
Постоянное население составляло 86 человек (мордва-мокша 99%) в 2002 году, 45 в 2010 году .